# Bosquerola de Wilson
La bosquerola de Wilson (Cardellina pusilla) és una espècie d'ocell de la família dels parúlids (Parulidae) que habita matolls i zones arbustives a prop de l'aigua, criant a zones boreals i de muntanya d'Amèrica del Nord, en Alaska, la major part del Canadà continental i oest dels Estats Units. Passa l'hivern a Mèxic i Amèrica Central.